# Legislativversammlung von Alagoas
Die Legislativversammlung von Alagoas, amtlich portugiesisch Assembleia Legislativa do Estado de Alagoas (ALEAL), ist das oberste gesetzgebende Organ des brasilianischen Bundesstaats Alagoas.
Der Sitz befindet sich am Praça Dom Pedro II in Maceió. Das Einkammerparlament besteht aus 27 nach Verhältniswahlrecht gewählten Abgeordneten, den deputados estaduais, die auf vier Jahre gewählt werden, zuletzt bei den Parlamentswahlen im Rahmen der Wahlen in Brasilien 2018.  Die Arbeit des Parlaments wird durch 14 Ständige Kommissionen unterstützt.